# Dinicův algoritmus
Dinicův algoritmus je algoritmus vyvinutý Jefimem Dinicem (1970) pro výpočet maximálního toku v síti. Hlavní myšlenka algoritmu spočívá v iterativním výpočtu tzv. "blokujících" toků, které se postupně nasčítají až na tok maximální. Tento přístup dovoluje v průměrném případě počítat maximální tok rychleji než Fordovým–Fulkersonovým algoritmem, který pro výpočet využívá hledání zlepšujících cest.

## Algoritmus
1. vyrobím síť rezerv
2. projdu graf z s (zdroje) do šířky a zjistím délku d nejkratší cesty do t (stoku)
3. vyhodím
hrany začínající a končící ve stejné vrstvě nebo hrany nazpátek (ty nepoužijeme—nejkratší cesta jimi jít nemůže)
a také vrcholy, které tvoří "slepé uličky" (nevede z nich žádná dopředná hrana)
a hrany do těchto vrcholů (cyklicky—odstraněním konce slepé uličky může vzniknout nový konec)
4. výsledek kroku 3 nazvu "čistá síť"
5. najdu cestu z s do t délky d
6. spočítám m z toku a rezerv tak, že se sečte vstupní toky do uzlu a rozdělí se dle volných kapacit na výstupní hrany.
7. zjistím minimum m zpětným průchodem cesty a snížím vstupní toky na využitelnou kapacitu výstupního toku tak, aby platilo že součet vstupů se rovná součtu výstupů.
8. zjištěné minimum m přičtu k dosud nalezeným tokům v síti a síť rezerv upravíme tak, že 
nalezené toky zaneseme do grafu jako zpětné hrany, případně navýším existující a
od dopředných hran kapacit odečtu nalezené toky.
pokud je kapacita nulová, pak šipku z grafu odstraním.
9. vyčistím síť, a pokud zbude nějaká cesta z s do t délky d, jdu na krok 5
10. vezmu celou síť a jdu na 2 (nejkratší cesta bude mít délku d+1, ty kratší už v síti rezerv nejsou)
11. pokud už neexistuje cesta z s do t, skončil jsem (můžu najít i hrany minimálního řezu—jejich počáteční vrcholy jsou konci slepých uliček)

## Příklad
Následující příklad ilustruje průběh Dinicova algoritmu.

{\displaystyle G} představuje aktuální stav grafu (hrany jsou ohodnoceny nalezeným tokem / kapacitou hrany),

{\displaystyle G_{f}} síť rezerv (hodnoty hran představují kapacitu hrany; směr šipek ukazuje použitelný/použitý toku)

{\displaystyle G_{L}} nalezený blokující tok (hrany jsou ohodnoceny nově nalezeným tokem m / zbývající kapacita pro aktuální iteraci - hodnoty zůstavších hran z grafu {\displaystyle G_{f}}). 

Červené hodnoty ve vrcholem {\displaystyle G_{L}} reprezentují vzdálenost bodů od zdroje ({\displaystyle \operatorname {dist} (v)}), v ostatních grafech očíslování vrcholů.
|    | {\displaystyle G} | {\displaystyle G_{f}} | {\displaystyle G_{L}} |
| -- | --- | --------------------- | --------------------- |
| 1. | |                       |                       |
|    | Nejkratší cesta ze zdroje do stoku má délku 3, blokojící tok sestává z následujících zlepšujících cest cest: 1. {\displaystyle \{s,1,3,t\}} se 4 jednotkami toku, 2. {\displaystyle \{s,1,4,t\}} s 6 jednotkami toku, 3. {\displaystyle \{s,2,4,t\}} se 4 jednotkami toku. Celkově má blokující tok velikost 14 jednotek. |                       |                       |
| 2. | |                       |                       |
|    | Do {\displaystyle G} připočteme blokující tok nalezený v předchozí iteraci. Do {\displaystyle G_{f}} přidáme "protisměrné" hrany reprezentující rezervy hran v protisměru. Opět nalezneme všechny nejkratší zlepšující cesty (v tomto případě cesty délky 4) a "hladově" nalezneme blokující tok. Ten bude obsahovat pouze následující cestu: 1. {\displaystyle \{s,2,4,3,t\}} s 5 jednotkami. K celému toku připočteme blokující tj. {\displaystyle \|f\|} is 14 + 5 = 19. |                       |                       |
| 3. | |                       |                       |
|    | Blokující tok opět připočteme do původního grafu {\displaystyle G} a upravíme i hodnoty v grafu rezerv ({\displaystyle G_{f}}). V tuto chvíli již neexistuje žádná cesta ze zdroje do stoku ({\displaystyle t}), tedy algoritmus vrátí maximální tok {\displaystyle \|f\|} = 19. |                       |                       |

## Složitost algoritmu
Asymptotická časová složitost algoritmu je {\displaystyle O(n^{2}m)}, kde n označuje počet vrcholů a m počet hran zpracovávaného grafu. Pokud chceme vyjádřit složitost pouze v závislosti na n, je tato {\displaystyle O(n^{4})}, neboť hran grafu je řádově nejvýše {\displaystyle n^{2}}.
Algoritmus lze rozdělit na fáze, kde jednou fází se rozumí jedna posloupnost kroků 2–7. O fázích platí:
- každá fáze probíhá s asymptotickou časovou složitostí {\displaystyle O(nm)}
- v každé fázi hledáme cesty ze zdroje do spotřebiče délky d, což je délka nejkratší nezpracované cesty v grafu; d je alespoň o 1 větší než d předchozí fáze
- fází proběhne nejvýše n

Algoritmus se dá modifikovat takzvanou metodou tří Indů: místo hledání cesty se pro každý vrchol spočítá, jaké mají rezervy vstupní hrany a výstupní hrany jednotlivých vrcholů a vrcholem s nejmenším minimem těchto hodnot se tok zvýší. Tím se asymptotická složitost zlepší na {\displaystyle O(n^{3})}.
S použitím datových struktur (dynamické stromy) je možno nalézt blokující tok ve vrstevnaté síti v čase {\displaystyle O(m\log n)}, čímž dostáváme složitost celého algoritmu {\displaystyle O(mn\log n)}.